# Атомна дипломатія

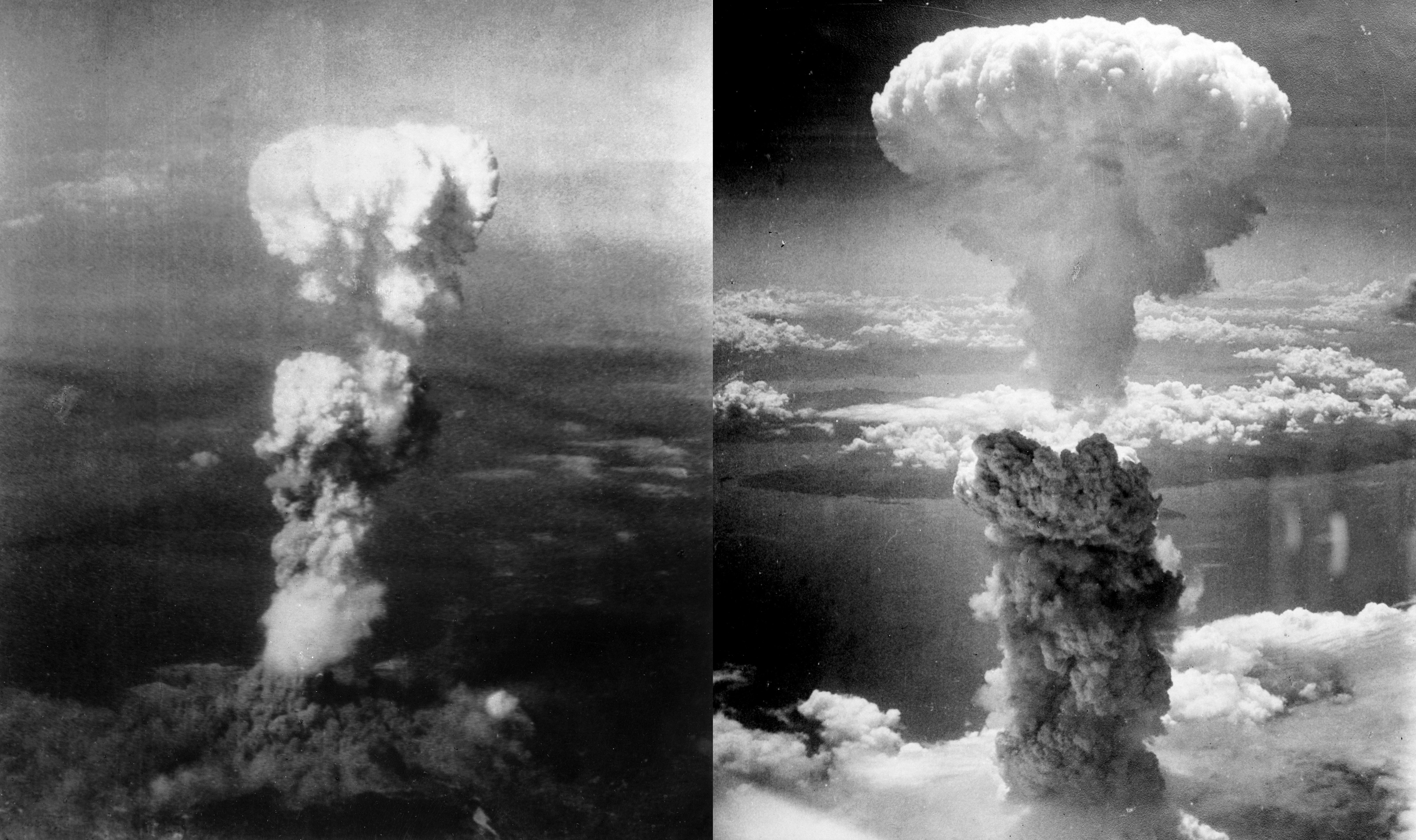
Атомний вибух в Хіросімі

«А́томна диплома́тія» — політика «з позиції сили», яку правлячі кола СРСР і США намагалися проводити після другої світової війни щодо інших держав.

## Історія
Зародження «Атомної дипломатії» припадає на 1945—49, коли США тимчасово зберігали монополію в галузі виробництва атомної зброї. Термін «атомна дипломатія» був вперше використаний після того, як США скинули атомні бомби на японські міста Хіросіму та Нагасакі у серпні 1945 року.
Головний засіб «Атомної дипломатії» — залякування і шантаж, загроза застосування атомної зброї проти інших країн 
В 2023 році Російська федерація викорисовує атомну дипломатію у своїй закорднонній політиці.